# Amber Lynn

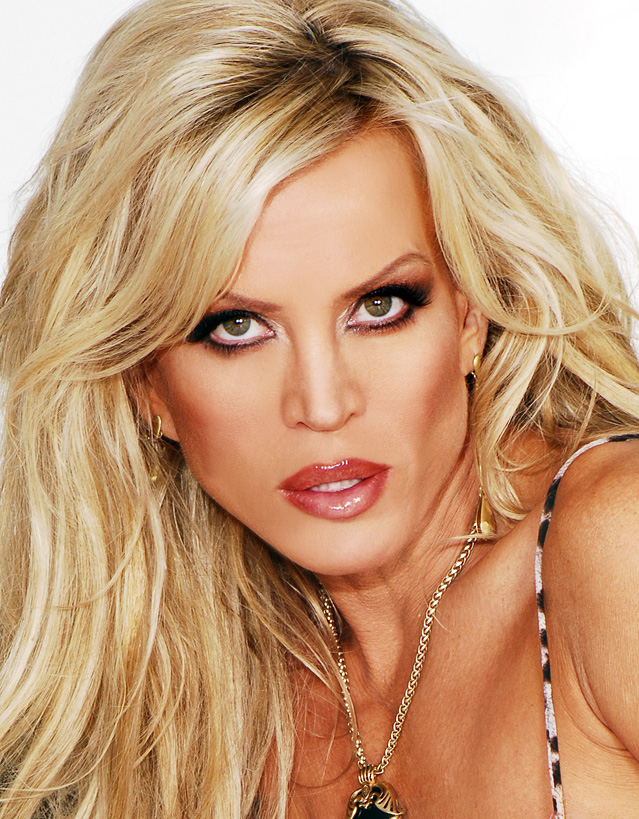
Amber Lynn (2007)

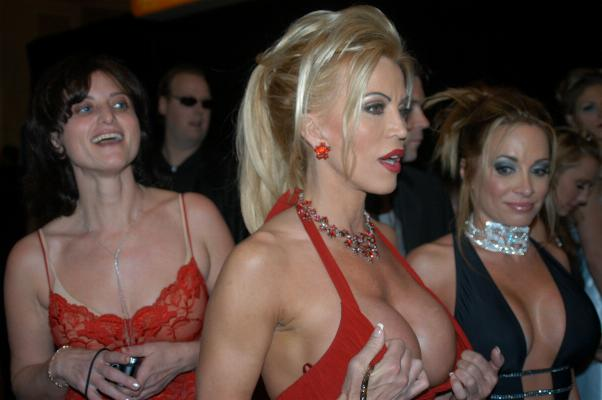
Amber Lynn (Mitte) bei den AVN Awards 2005

Amber Lynn (* 3. September 1964 in Newport Beach, Kalifornien als Laura Lynn Allen) ist eine US-amerikanische ehemalige Pornodarstellerin und Stripperin.

## Biografie
Amber Lynn ist in Südkalifornien geboren und aufgewachsen. Als Teenager bewegte sie sich in der Clubszene von Los Angeles, wo sie Althea Flynt traf, die Frau des Hustler-Herausgebers Larry Flynt. Es dauerte nicht allzu lange, bis Lynn für Aufnahmen im Hustler und anderen Männermagazinen wie Penthouse posierte. Sie begann 1983 in der Hardcore-Filmbranche zu arbeiten, nachdem ihre Freundin Ginger Lynn dies auch getan hatte. Die beiden Freundinnen wurden zusammen mit Porsche Lynn als die „drei Lynns“ bekannt und gelten mit als erfolgreichste Pornodarstellerinnen der 1980er Jahre. Amber Lynn brachte auch ihren älteren Bruder Buck Adams in die Pornobranche.
Obwohl Lynn 1986 nicht direkt von dem Skandal um Traci Lords betroffen war, erschütterte dies ihr Vertrauen in die Branche. Sie fühlte sich auch verletzt durch den Selbstmord ihrer Freundin Shauna Grant im Jahr 1984 und verließ die Branche. Sie begann zu strippen und hatte in Kanada Auftritte mit der Darstellerin Tracey Adams, mit der sie zu dieser Zeit eine lesbische Beziehung hatte. Nach ein paar Jahren nahm die Zahl der Pornodarstellerinnen, die sich auch als Stripperin betätigten, zu und die Konkurrenz wurde größer. Lynn zog zurück nach Los Angeles und begann, wieder für Magazine zu posieren.
Sie kehrte Mitte der 1990er Jahre in die Branche zurück, konnte aber nicht mehr den gleichen Erfolg wie in den 1980er Jahren erzielen. Während sie sich in ihrer frühen Karriere keiner Brustvergrößerung unterzogen hatte, waren ihre Brüste bei ihrer Rückkehr merklich vergrößert. Viele ihrer Rollen waren lesbische Szenen oder Non-Sex-Rollen. 1999 endete ihre Beziehung mit Adams, und Lynn verließ die Branche erneut.
Lynn spielte 1986 auch eine kleine Rolle in dem Mainstream-Film 52 Pick-Up mit Roy Scheider.

## Filmografie (Auswahl)
- 1983: Personal Touch III
- 1984: Casino of Lust
- 1984: Yellow Fever
- 1984: Talk Dirty to Me Part III
- 1984: Dear Fanny
- 1985: Trashy Lady
- 1985: Ten Little Maidens
- 1985: Corporate Assets
- 1985: Grafenberg Spot
- 1985: Evils of the Night
- 1985: Bordello: House of the Rising Sun
- 1985: Shacking Up
- 1985: Looking for Mr. Goodsex
- 1985: From Paris with Lust
- 1985: Cock-Tales
- 1985: A Taste of Pink
- 1985: Amber Aroused
- 1986: The Devil in Miss Jones 3: A New Beginning
- 1986: Erotic City
- 1986: If My Mother… Only Knew
- 1987: Street Heat
- 1987: Tracy Takes Paris
- 1987: Passionate Heiress
- 1988: Some Kind of Woman
- 1996–1997: Bat Yam – New York (Fernsehserie, fünf Folgen)
- 2011: White Mommas 3
- 2012: After Porn Ends

## Auszeichnungen
- 1985: XRCO Award für „Best Oral Scene“ (zusammen mit Peter North und Rick Savage in Love Bites)
- 1987: XRCO Award für „Best Supporting Actress“ (in Taboo 5)
- 1993: Hot d’Or für „Lifetime Achievement Award“
- 1996: Aufnahme in die XRCO Hall of Fame
- 2001: Aufnahme in die AVN Hall of Fame
- 2003: Free Speech Coalition „Lifetime Achievement Award“
- 2007: Adam Film World Guide Award für „Lifetime Achievement Award“